# Predsjednik države
Predsjednik države je naziv šefa države u republikama. Iako je formalno najviše rangirani dužnosnik u državi, predsjedničke ovlasti variraju ovisno o ustavnim odredbama. Tako u mnogim parlamentarnim demokracijama (npr. u Hrvatskoj) predsjednik ima uglavnom ceremonijalne dužnosti, osim u slučaju izvanrednih okolnosti u kojima može preuzeti i veće ovlasti. U predsjedničkim demokracijama (kakve su npr. Sjedinjene Američke Države) predsjednik je istovremeno i čelnik izvršne vlasti i ovlasti su mu puno šire.
Način izbora predsjednika također se razlikuje od države do države. U mnogima predsjednika biraju građani na izravnim izborima, a u drugima ga biraju parlamentarni zastupnici ili druga tijela (npr. u Njemačkoj).